# 卡倫代爾 (阿肯色州)
卡倫代爾（英語：Cullendale）是位於美國阿肯色州沃希托縣的一個非建制地區。該地的面積和人口皆未知。

## 地理
卡倫代爾的座標為33°32′21″N 92°49′21″W / 33.53917°N 92.82250°W，而該地的平均海拔高度為39米（即128英尺）。